# Heimito von Doderer
Franz Carl Heimito Ritter von Doderer (* 5 de setembre de 1896 a Hadersdorf-Weidlingau, avui a Viena; † 23 de desembre de 1966 a Viena), conegut habitualment com a Heimito von Doderer, fou un escriptor austríac. La seva obra més famosa és la novel·la Die Strudlhofstiege oder Melzer und die Tiefe der Jahre (publicat el 1951), i la més extensa és Die Dämonen (1956). Fou nominat al Premi Nobel de Literatura cinc vegades.

## Biografia
Heimito von Doderer va néixer al si d'una família acomodada, que es trobava entre les més riques de l'Imperi Austrohongarès. Era fill de Wilhelm Carl von Doderer, arquitecte i enginyer austríac i de Wilhelmine von Doderer. Heimito va ser el més petit dels sis fills de la família.
La família va aconseguir una gran fortuna gràcies al pare, que va participar en la construcció d'importants obres públiques de l'època, com la construcció del ferrocarril a Bòsnia, el ferrocarril entre Villach (Àustria) i Jesenice (Eslovènia), el canal de Kiel, la canalització del riu Viena i la línia de rodalies de Viena. Totes aquestes obres tenen una important presència en la seva obra. No obstant això, després de la Primera Guerra Mundial, la família perdrà una gran part de la seva fortuna.
El seu peculiar nom (Heimito) va sorgir amb motiu d'un viatge de la seva mare per Espanya, on va conèixer el nom de "Jaime" i el seu diminutiu "Jaimito", i li va agradar tant que va començar a cridar el seu fill d'aquesta manera, prèviament "germanitzant-lo" i convertint-lo en Heimito.
Heimito va néixer el 5 de setembre de 1896 a Laudonschen Forsthaus, en les rodalies de Weidlingau, la que aleshores era residència d'estiu de la família, tot i que la resta de l'any vivia la família a Viena, al barri de Landstraße.
Va començar els seus estudis escolars a l'Institut estatal de la Kundmanngasse el 1902, on no va destacar com a estudiant. Després d'acabar l'etapa escolar es va matricular en dret a la Universitat de Viena l'any 1914, per bé que amb l'inici de la Primera Guerra Mundial van quedar interromputs els seus estudis.
Amb el seu tutor Albrecht Reif Doderer va tenir les seves primeres experiències homoeròtiques quan era adolescent. Al mateix temps, també va tenir altres experiències amb noies i dones i va visitar bordells. Al llarg de la seva vida, l'autor no només va tenir pronunciades tendències bisexuals, sinó també sadomasoquistes. Tot això va quedar repetidament reflectit a la seva obra.
En 1915 es va allistar com a voluntari en un regiment de cavalleria per combatre a la Primera Guerra Mundial. Posteriorment, en 1916, i ja com a soldat d'infanteria, és destinat a Galítsia (regió entre Polònia i Ucraïna) i posteriorment a Bucovina. Acabarà aquest mateix any sent fet presoner de guerra pels russos, situació en què passaria diversos anys.
D'aquesta manera, un mes després de ser capturat, és enviat a Sibèria a un camp de presoners a les rodalies de Khabàrovsk. Curiosament, és allà on decideix convertir-se en escriptor i on redacta els seus primers textos.
Després del triomf dels bolxevics a Rússia, els presoners de guerra són alliberats arran del Tractat de Brest-Litovsk, per la qual cosa comença el seu viatge de tornada a Àustria. No obstant això, els problemes de la recentment començada Guerra Civil Russa van fer que no pogués arribar a Àustria i hagués de tornar-se a Sibèria juntament amb altres presoners austríacs. En un primer moment fou concentrat a Novossibirsk i posteriorment a Krasnoiarsk. Malgrat que van rebre el suport de la Creu Roja i Elsa Brändström, molts dels presoners austríacs van morir a conseqüència de la febre tifoide. Finalment, en 1920 els presoners són definitivament alliberats, i Heimito pot per fi retornar a Viena.
Un cop de nou a Viena decideix continuar amb els seus estudis, encara que va abandonar els estudis en dret per inscriure's en història i psicologia. Entre els seus professors es troba Hermann Swoboda, psicòleg que va estudiar els bioritmes humans i va realitzar diverses teories sobre cicles físics de 23 dies i cicles emocionals de 28 dies que afectaven l'humor i la salut, la influència del qual es fa palesa a l'obra de Doderer (com en la novel·la "Un assassinat que tots cometem")
Altres influències d'aquesta època van ser la vida i el treball de Francesc d'Assís, així com dues obres: "Sexe i caràcter" d'Otto Weininger i "La decadència d'Occident" d'Oswald Spengler.
Quant als estudis d'història se centrarà en la història de l'Edat Mitjana i en la història de Viena. Durant aquesta època, comença a publicar articles als diaris i a treballar en algunes poesies i una primera novel·la.
En l'estiu de 1921 va començar una relació amb una pianista, Auguste Hasterlik, promesa d'un amic seu, amb la qual acabarà casant-se anys més tard.
En 1923 va publicar el seu primer llibre de poemes Gassen und Landschaft, i en 1924 la novel·la Die Bresche, que no van tenir èxit entre el públic. En 1925 va concloure els seus estudis amb una tesi sobre els escrits històrics a Viena al segle xv.
Després dels estudis es dedicarà a treballs periodístics, però no li reportaran grans beneficis, de manera que va haver de rebre el suport econòmic dels i viure a la llar familiar finsal 1928. En 1927 se suïcida la seva germana Helga. En 1930 publica la novel·la Das Geheimnis des Reichs, i en el mateix any es casa amb Auguste Hasterlik, tot i que la relació dura poc i se separen definitivament en 1932. La separació li produeix una profunda crisi personal que li provoca una sobtada necessitat de suport i d'empara. Aquesta necessitat es plasma amb l'entrada en 1933 en el Partit Nacional Socialista.
Així doncs, Doderer s'adhereix a 1933 a la branca austríaca del Partit Nacional Socialista dels Treballadors Alemanys. Les raons de la seva entrada en aquest partit són diverses, encara que contradictòries. En primer lloc, i a causa de la crisi personal que està patint, busca suport en el partit. Però, possiblement, la raó principal sigui l'intent d'utilitzar, com es veurà sense èxit, la seva pertinença al partit per publicar en diaris alemanys i trobar un editor alemany.
No obstant això, per bé que a l'obra de Doderer es descobreix la seva ideologia tradicional i conservadora, en cap moment queda plasmada cap idea que pugui lligar-lo a la ideologia nacionalsocialista, el que porta a pensar que la seva entrada en el Partit Nacionalsocialista estava motivada més per interès que per afinitat política.
En qualsevol cas, l'entrada al partit està influència per la seva germana Astri i alguns amics, així com per Gerhard Aichinger, director d'un diari del Partit Nacional Socialista i en el qual es van publicar històries curtes de Heimito von Doderer.
En 1936 Doderer es trasllada a Alemanya, s'estableix a Dachau i s'afilia al Partit Nacionalsocialista Alemany. En aquestes dates comença a treballar en la seva novel·la Die Dämonen. De qualsevol manera, a partir de 1936 comença a allunyar-se gradualment del nacionalsocialisme, i acabarà convertint-se a l'Església Catòlica el 1940 (Heimito va ser batejat protestant). Doderer va fer classes com a catecumen el 1939 amb el pare jesuïta Ludger Born, després director de l'Agència Arquebisbal per a Catòlics no Ario. La seva conversió al catolicisme el va portar a una lectura intensiva de Tomàs d'Aquino, les idees del qual es veieren posteriorment reflectides, de forma significativa, en l'obra de Doderer. Altres influències espirituals importants de l'època del catecisme de Doderer van ser la vida i obra de Francesc d'Assís, l'obra Geschlecht und Charakter d'Otto Weininger i Der Untergang des Abendlandes d'Oswald Spengler. No obstant això, no va plegar del NSDAP, però va parlar del seu "error bàrbar" després del final del govern nazi.
Durant la seva estada a Baviera coneix Emma Maria Thoma, que posteriorment serà la seva segona dona. A més, en 1938 aconsegueix publicar la seva primera novel·la després de trobar un editor alemany, "Un assassinat que tots cometem" (Ein Mord, den jeder begeht). Posteriorment torna a Viena.
A la fi de 1940 és cridat a files com a oficial de reserva de la cavalleria, tot i que, en aquesta ocasió treballa a la rereguarda en llocs administratius. Durant la Segona Guerra Mundial és destacat en diverses ciutats al llarg del continent europeu, el que li permetrà conèixer diferents països. D'aquesta manera és enviat primer a Breslau (Wroclaw), a Polònia, després a múltiples localitats franceses, on comença a escriure Die Strudlhofstiege, i a continuació a Kursk (Rússia), a tres destinacions alemanys (Frankfurt an der Oder, Wiesbaden, Schongau), dues d'austríaques (Wiener Neustadt i Bad Vöslau), i acabarà sent enviat a Oslo, on viu el final de la guerra.
En acabar aquesta, torna a ser presoner de guerra, en aquesta ocasió dels anglesos, però a finals de 1945 és alliberat i torna a Àustria.
En tornar a Àustria, es troba amb la prohibició de publicar causa de la seva passada pertinença al partit nacionalsocialista. Per això, intenta aconseguir que es renti el seu passat amb l'ajuda d'amics, la qual cosa aconsegueix finalment el 1947. En 1948 acaba la seva novel·la Die Strudlhofstiege, però no es publica de moment.

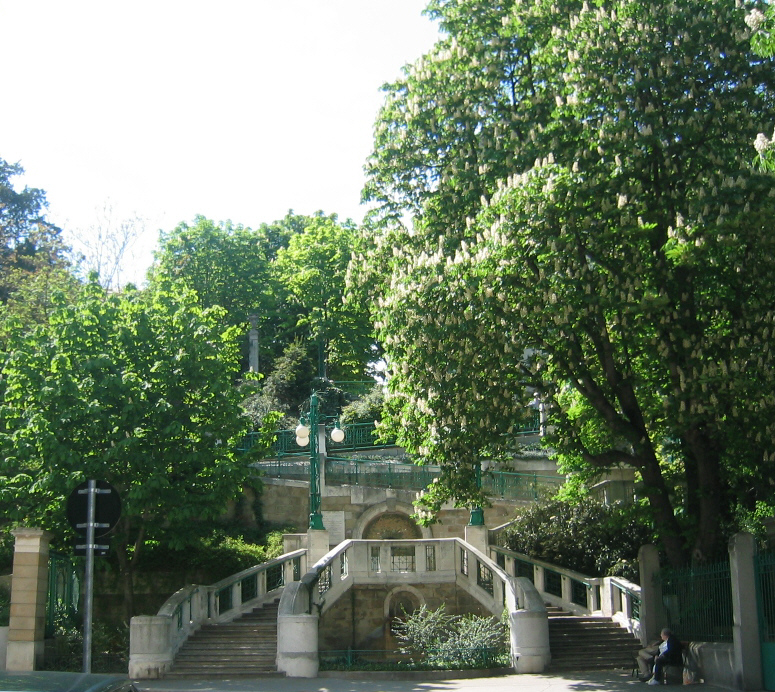
Strudlhofstiege, escala simbòlica de la seva novel·la Die Strudlhofstiege

Doderer, és als seus 52 anys, un autor desconegut que busca qualsevol mitjà per guanyar-se la vida. Per això fa un curs d'arxivador i bibliotecari, amb l'esperança d'aconseguir un lloc de treball posteriorment. Això li permet d'estar en contacte amb molts documents dels carolingis i merovingis, el que posteriorment li influirà a l'hora d'escriure la seva novel·la Die Merowinger oder die totale Familie.
En 1951 es publiquen Die erleuchteten Fenster i Die Strudlhofstiege oder Melzer und die Tiefe der Jahre. Aquesta última novel·la li va comportar un gran èxit de la crítica i del públic. A l'èxit de la novel·la podria haver contribuït que la seva abundància material i la seva exuberància lingüística el contraposaven a la literatura típica de postguerra, que utilitzava un estil simple i un llenguatge directe.
Després de diversos anys de pausa reprèn el seu treball amb Die Dämonen. La novel·la, encara més llarga que Die Strudlhofstiege, guarda molta relació amb ella. És publicada finalment a 1956 i és de nou molt aclamada.
En 1953 publica Das letzte Abenteuer.
El reconeixement que va obtenint propicia que en 1958 rebi el premi Große Österreichischen Staatspreis, concedit anualment a artistes austríacs de gran renom. En aquestes dates comença la seva Roman No. 7, basada en la Simfonia número 7 de Ludwig van Beethoven, que estava previst que estigués composta de quatre parts. En 1960 ha de operar-se de la gola, com a conseqüència d'un gran consum d'alcohol i nicotina al llarg de la seva vida. En 1962 es publica la seva novel·la Die Merowinger oder Die totale Familie, que, tot i presentar una figures grotesques i un ambient violent que va xocar a la crítica, va tenir molt bones vendes.
En 1963 es publica la primera part de Roman No. 7, Die Wasserfälle von Slunj.
No obstant això, no podrà acabar el projecte de  Roman No. 7 . En 1966 mor Doderer d'un càncer colorectal tardanament descobert. La segona part de Roman No. 7, inacabada, es va publicar el 1967, de manera pòstuma, sota el títol de Der Grenzwald.

## Principals obres
· 1923: Gassen und Landschaft: Col·lecció de poemes.
· 1924: Die Bresche
· 1930: Das Geheimnis des Reichs
· 1930: Der Fall Gütersloh: Assaig sobre les teories artístiques que tenia el pintor Albert Paris Gütersloh, amb qui Heimito va compartir pis a Viena.
· 1938: Un assassinat que tots cometem (Ein Mord, den jeder begeht): Es tracta de la seva primera novel·la important. Estem davant d'una novel·la de formació amagada dins d'una novel·la policíaca. És una lectura complexa en què s'adverteix la presència de diferents teories psicològiques importants per a l'autor.
· 1940: Ein Umweg
· 1951: Die erleuchteten Fenster oder die Menschwerdung des Amtsrates Julius Zihal

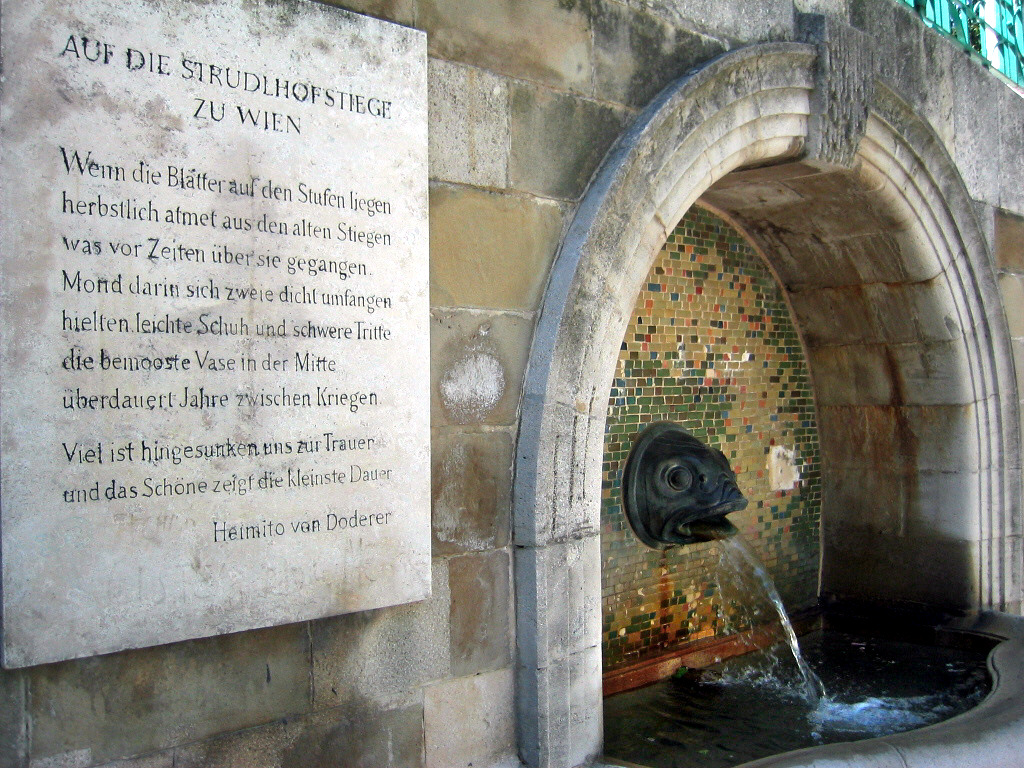
Placa a Strudlhofstiege amb el poema que apareix al principi de la novel·la homònima.

· 1951: Les escales de Strudlhof (Die Strudlhofstiege oder Melzer und die Tiefe der Jahre): L'escala estil Jugendstil, situada al novè barri de Viena (Alsergrund) serveix de títol i de símbol per representar la transformació de la societat vienesa entre 1910 i 1925, entrellaçant una gran varietat d'històries amb la de Melzer, home senzill i sense pretensions en el procés d'adquirir la seva maduresa.
· 1953: Das letzte Abenteuer
· 1956: Die Dämonen. Nach der Chronik des Sektionsrates Geyrenhoff: Aquesta gran novel·la històrica relativa als successos al voltant de l'incendi del Ministeri de Justícia de Viena el 1927, reflecteixen la forma de vida austríaca i a la rica i cultivada societat vienesa de la Ringstrasse de l'època, i comparteix diversos personatges amb Die Strudlhofstiege.
· 1957: Ein Weg im Dunkeln
· 1962: Die Merowinger oder die totale Familie: Aquesta novel·la li va comportar de nou, el 1962, l'atenció literària. La novel·la, una comèdia grotesca, tracta sobre Khilderic III, últim rei de la dinastia dels merovingis, que mitjançant uns estranys i complicats sistemes de matrimonis, intenta col·locar-se en diferents posicions familiars (i es converteix així en el seu avi, en el seu oncle, i en el seu nebot).
· 1963: Roman Nr.7 / 1. Die Wasserfälle von Slunj: Publicada tres anys abans de la seva mort, la història està ambientada a la Viena de 1870, on comença a notar-se Revolució Industrial. La família dels Clayton, empresaris anglesos, s'assenta a Viena per obrir una planta de producció de màquines. Els personatges aniran involucrant-se en la vida vienesa.
· 1964: Tangenten. Tagebuch eines Schriftstellers 1940 - 1950: Diari de Heimito von Doderer.
· 1967: Roman Nr.7 / 2. Der Grenzwald: Inacabada i publicada de manera pòstuma.